# You Know Me
You Know Me is de tweede single van het achtste studioalbum Reality Killed the Video Star van de Britse zanger Robbie Williams. Het nummer ging in Nederland in première op 21 november 2009 bij Radio 538. Dezelfde week verkoos de zender het nummer tot Alarmschijf. You Know Me is Williams' eerste ballad sinds zijn comeback in 2009.

## Videoclip
De videoclip van You Know Me werd in oktober 2009 geschoten. De clip werd geregisseerd door Vaughan Arnell, zij werkte ook mee aan de clip voor Bodies.
In de clip is Robbie te zien als een wit konijn. Volgens recensenten heeft de videoclip veel weg van het verhaal 'Alice in Wonderland'. In de clip is gebruikgemaakt van fijne details en verborgen grapjes door de regisseur (vrouw die aan een wortel knaagt in het begin van de clip, zingende slakroppen, een achtergrondkoor van kikkers en lege flessen wortelsap op Robbie's kamer). De clip is vooral humoristisch bedoeld.

## Ontvangst
Het nummer werd door recensenten beschouwd als een echte 'Robbie Williams ballad'. De bekende melodielijnen en de rustige manier waarop You Know Me voortkabbelt geven You Know Me precies de juiste sfeer mee.

## Hitnotering

### Nederlandse Top 40
| Hitnotering: 21-11-2009 t/m 25-02-2010 | Hitnotering: 21-11-2009 t/m 25-02-2010 | Hitnotering: 21-11-2009 t/m 25-02-2010 | Hitnotering: 21-11-2009 t/m 25-02-2010 | Hitnotering: 21-11-2009 t/m 25-02-2010 | Hitnotering: 21-11-2009 t/m 25-02-2010 | Hitnotering: 21-11-2009 t/m 25-02-2010 | Hitnotering: 21-11-2009 t/m 25-02-2010 | Hitnotering: 21-11-2009 t/m 25-02-2010 | Hitnotering: 21-11-2009 t/m 25-02-2010 | Hitnotering: 21-11-2009 t/m 25-02-2010 | Hitnotering: 21-11-2009 t/m 25-02-2010 | Hitnotering: 21-11-2009 t/m 25-02-2010 | Hitnotering: 21-11-2009 t/m 25-02-2010 | Hitnotering: 21-11-2009 t/m 25-02-2010 | Hitnotering: 21-11-2009 t/m 25-02-2010 | Hitnotering: 21-11-2009 t/m 25-02-2010 | Hitnotering: 21-11-2009 t/m 25-02-2010 |
| Week                                   | 1                                      | 2                                      | 3                                      | 4                                      | 5                                      | 6                                      | 7                                      | 8                                      | 9                                      | 10                                     | 11                                     | 12                                     | 13                                     | 14                                     | 15                                     | 16                                     |                                        |
| -------------------------------------- | -------------------------------------- | -------------------------------------- | -------------------------------------- | -------------------------------------- | -------------------------------------- | -------------------------------------- | -------------------------------------- | -------------------------------------- | -------------------------------------- | -------------------------------------- | -------------------------------------- | -------------------------------------- | -------------------------------------- | -------------------------------------- | -------------------------------------- | -------------------------------------- | -------------------------------------- |
| Nummer                                 | 35                                     | 26                                     | 18                                     | 12                                     | 12                                     | 10                                     | 12                                     | 13                                     | 13                                     | 11                                     | 11                                     | 11                                     | 16                                     | 18                                     | 22                                     | 36                                     | uit                                    |

### Single Top 100
| Hitnotering: 12-12-2009 t/m 13-02-2010 | Hitnotering: 12-12-2009 t/m 13-02-2010 | Hitnotering: 12-12-2009 t/m 13-02-2010 | Hitnotering: 12-12-2009 t/m 13-02-2010 | Hitnotering: 12-12-2009 t/m 13-02-2010 | Hitnotering: 12-12-2009 t/m 13-02-2010 | Hitnotering: 12-12-2009 t/m 13-02-2010 | Hitnotering: 12-12-2009 t/m 13-02-2010 | Hitnotering: 12-12-2009 t/m 13-02-2010 | Hitnotering: 12-12-2009 t/m 13-02-2010 | Hitnotering: 12-12-2009 t/m 13-02-2010 | Hitnotering: 12-12-2009 t/m 13-02-2010 |
| Week                                   | 1                                      | 2                                      | 3                                      | 4                                      | 5                                      | 6                                      | 7                                      | 8                                      | 9                                      | 10                                     |                                        |
| -------------------------------------- | -------------------------------------- | -------------------------------------- | -------------------------------------- | -------------------------------------- | -------------------------------------- | -------------------------------------- | -------------------------------------- | -------------------------------------- | -------------------------------------- | -------------------------------------- | -------------------------------------- |
| Nummer                                 | 59                                     | 36                                     | 41                                     | 34                                     | 31                                     | 42                                     | 47                                     | 72                                     | 82                                     | 96                                     | uit                                    |

### Ultratop 50
| Hitnotering: 26-12-2009 t/m 27-02-2010 | Hitnotering: 26-12-2009 t/m 27-02-2010 | Hitnotering: 26-12-2009 t/m 27-02-2010 | Hitnotering: 26-12-2009 t/m 27-02-2010 | Hitnotering: 26-12-2009 t/m 27-02-2010 | Hitnotering: 26-12-2009 t/m 27-02-2010 | Hitnotering: 26-12-2009 t/m 27-02-2010 | Hitnotering: 26-12-2009 t/m 27-02-2010 | Hitnotering: 26-12-2009 t/m 27-02-2010 | Hitnotering: 26-12-2009 t/m 27-02-2010 | Hitnotering: 26-12-2009 t/m 27-02-2010 | Hitnotering: 26-12-2009 t/m 27-02-2010 |
| Week                                   | 1                                      | 2                                      | 3                                      | 4                                      | 5                                      | 6                                      | 7                                      | 8                                      | 9                                      | 10                                     |                                        |
| -------------------------------------- | -------------------------------------- | -------------------------------------- | -------------------------------------- | -------------------------------------- | -------------------------------------- | -------------------------------------- | -------------------------------------- | -------------------------------------- | -------------------------------------- | -------------------------------------- | -------------------------------------- |
| Nummer                                 | 21                                     | 17                                     | 23                                     | 25                                     | 24                                     | 40                                     | 38                                     | 37                                     | 50                                     | 50                                     | uit                                    |

### NPO Radio 2 Top 2000
You Know Me stond alleen in 2010 in de NPO Radio 2 Top 2000, op plek 1971.